# Ruotsin kirkon virsikirja
Ruotsin kirkon virsikirja – Den svenska psalmboken på finska är en finskspråkig psalmbok för Svenska kyrkan.

## Allmänt om psalmboken
Psalmbokens titel, Ruotsin kirkon virsikirja, betyder ’Svenska kyrkans psalmbok’. Den utkom från Verbum Förlag 2003, samma år som förlaget gav ut 1986 års utgåva av Den svenska psalmboken med förlagets nya psalmbokstillägg och med den reviderade evangelieboken. 
Psalmboken, Virsikirja, togs fram av en arbetsgrupp med biskop emeritus Olaus Brännström som ordförande. Arbetsgruppen var tillsatt av Svenska kyrkans församlingsnämnd och den arbetade under åren 1994–2001, och psalmboken antogs av Svenska kyrkans kyrkomöte 2002.
Det var första gången samtliga psalmer i Svenska kyrkans officiella psalmbok översatts och fått motsvarande nummer och verser (1–700) i en finskspråkig upplaga. 
För några psalmer bland nummer 1–700 finns även en alternativ melodi, hämtad ur Finlands kyrkas finska psalmbok.

## Tillägg
I boken finns utöver psalmerna i Den svenska psalmboken 1986 ett tillägg, vars psalmer är numrerade 71:2, 701–749.) Psalmerna är hämtade ur den finska psalmboken för evangelisk-lutherska kyrkan i Finland.  De överensstämmer alltså inte med Verbums psalmbokstillägg från 2003 (numrerade 701–800). De här psalmerna i tillägget har även text på svenska, och de svenska textena är i regel hämtade ur Svensk Psalmbok för den evangelisk-lutherska kyrkan i Finland från år 1986. Psalmerna i tillägget är grupperade tematiskt på samma sätt än i Den svenska psalmboken. 

## Koralbok
En koralbok med accompangemang för samltiga psalmer är även utgiven av Verbum förlaget 2004 med namn Ruotsin kirkon koraalikirja I-III.  Del I består av psalmerna 1-325 (den ekumeniska delen), del II av psalmerna 326-651 (Svenska kyrkans samfundsdel), 679-694 och del III av psalmerna 701-749 i tillägget. Psaltarpsalmer med omkväde (652-678) med körsatser gavs ut i en separat bok Laulakaa ja soittakaa.
För några psalmer bland nummer 1-700 finns även en alternativ melodi, hämtad ur Finlands kyrkas finska psalmbok. De här pslmerna är
- 6 melodi av Heinrich Albert 1640/i Sverige 1684
- 80 melodi av Toivo Kuula 1918
- 232 melodi av  E. G. O. 1923
- 347 melodi  fr. Tyskland / Johannes Rhau (?) 1589
- 492 melodi av Heikki Klemetti 1904
- 624  melodi av Heikki Klemetti 1904
- 648  melodi av Erik A. Hagfors 1874

## Förteckning över psalmerna i tillägg
| Psalmens nummer                        | Titelrad                                                              | Författare                                                                     | Finsk. översättning                                          | Svensk översättning                                    | Kompositör eller melodins källa                                     |
| Nattvarden                             |                                                                       |                                                                                |                                                              |                                                        |                                                                     |
| 71:2                                   | Syksyllä viinirinteet Som berg och kullar                             | Anders Frostenson efter en bön från fornkyrkan 1936 (Som spridda sädeskornen)  | Finsk övers. Per Boreman 1943, bearb.                        | Per Lønning 1973, Fredric Cleve 1985 2. vers           | Svensk folkvisa/ 1693                                               |
| Fader, Son och Ande                    |                                                                       |                                                                                |                                                              |                                                        |                                                                     |
| Gud, vår skapare och Fader             |                                                                       |                                                                                |                                                              |                                                        |                                                                     |
| 701                                    | Soi kunniaksi Luojan Ljud högt, du psalm, att lova                    | Aukusti W. Koskimies 1897 1., 2. vers, Ilta Koskimies 1923 3. vers             |                                                              | Alfons Takolander 1927, bearb.                         | Jean Sibelius 1987                                                  |
| 702                                    | Sinulle kiitos, Isä maan ja taivaan Lov, pris och tack ske dig,       | Laurentius Paulinus Gothus 1633, bearb                                         | Finsk övers. i 1701 års psalmbok                             |                                                        | Finsk koralvariant/ Österbotten                                     |
| 703                                    | Taivaat kaikki valtiaansa Himlars rymd sin konung ära                 | Johan L. Runeberg efter Ps. 19 1857, bearb                                     | Finsk övers. Knut L. Lindstöm 1858                           |                                                        | Musik Karl J. Moring 1863                                           |
| Jesus, vår Herre och broder            |                                                                       |                                                                                |                                                              |                                                        |                                                                     |
| 704                                    | Jeesuksen muisto ihana Ditt ljuva minne, Jesus kär                    | Jesu dulcis memoria, Latinsk 1100-talet                                        | Finsk övers. i 1605 års psalmbok                             | Alfons Takolander 1927, bearb.                         | Tysk 1557                                                           |
| Anden, vår hjälpare och tröst          |                                                                       |                                                                                |                                                              |                                                        |                                                                     |
| 705                                    | Käy köyhään sydämeeni Kom till mitt arma hjärta                       | Johan L. Runeberg1857 bearb.                                                   | Finsk övers. Maria Joutsen 1900                              |                                                        | Folkmelodi/ Erfurt 1524                                             |
| Kyrkan och nådemedeln                  |                                                                       |                                                                                |                                                              |                                                        |                                                                     |
| Kyrka                                  |                                                                       |                                                                                |                                                              |                                                        |                                                                     |
| 706                                    | Ilmoita, Herramme, voimasi Kungör, o Herre, din allmakt               | Finsk 1790, bearb.                                                             |                                                              | Joel Rundt 1942, bearb.                                | Finsk koralvariant/Kuortane                                         |
| Nattvarden                             |                                                                       |                                                                                |                                                              |                                                        |                                                                     |
| 707                                    | Saa ehtoollinen Jeesuksen Vår Herres Jesu nattvard är                 | Nicolai F. S. Grundtvig 1844,                                                  | Finsk övers. Jaakko Haavio 1938                              | Gösta Moliis-Mellberg 1943, bearb.                     | Louis Bourgeois 1551                                                |
| 708                                    | Vaiti kaikki palvokaamme Låt oss tillbe av allt hjärta                | Gerard Moultrie efter Jakobsliturgin (400-talet) 1864                          | Finsk övers. Anna-Maija Raittila 1984                        | Fredric Cleve 1985                                     | Fransk folkmelodi fr. 1600-talet                                    |
| Vittnesbörd – tjänst - mission         |                                                                       |                                                                                |                                                              |                                                        |                                                                     |
| 709                                    | Kristus - kuningas, kaikkivaltias Kristus, konung stor                | Pauli Vaalas 1951                                                              |                                                              | Joel Rundt 1953, bearb.                                | Finsk koralvariant/Raumo                                            |
| 710                                    | Maan ääriin asti, Herra Låt, Gud, ditt rike hinna                     | Kauko V. Tamminen efter Lina Sandell (1870, se sv. ps. 100) 1910, 1938, bearb. |                                                              | Gösta Moliis-Mellberg 1942, bearb.                     | Fnsk koralvariant/Norrmark                                          |
| 711                                    | Sä käskit, Herra, valona Du sagt mig, Herre                           | Gabriel Taapopi 1949                                                           | Finsk övers. 1951                                            | Joel Rundt 1952, bearb.                                | Finsk koralvariant/ Norra Savolax                                   |
| Kyrkoåret                              |                                                                       |                                                                                |                                                              |                                                        |                                                                     |
| Advent                                 |                                                                       |                                                                                |                                                              |                                                        |                                                                     |
| 712                                    | Valmistu, Herran kansa Nu må vi oss bereda                            | Valemtin Thilo d. y. 1642, Finsk övers. Elias Lönnrot 1874                     |                                                              | Oscar Ahlström 1903, bearb.                            | Fransk vismelodi 1557/ Erfurt 1572                                  |
| Jul                                    |                                                                       |                                                                                |                                                              |                                                        |                                                                     |
| 713                                    | Me lapset pienet riennämme Här kommer, Jesus, dina små                | Hans A. Brorson 1732                                                           | Finsk övers. Väinö Kantele 1911, bearb.                      | Britt G. Hallqvist 1982                                | Armas Maasalo 1925                                                  |
| Fastan                                 |                                                                       |                                                                                |                                                              |                                                        |                                                                     |
| 714                                    | Leipää pelloilta maan Bröd, bröd, åkrarnas bröd                       | Ola Cleve 1979, bearb.                                                         | Finsk övers. Anna-Maija Raittila 1979                        |                                                        | Harald Andersén 1979                                                |
| 715                                    | Käy yrttitarhasta polku Från örtagården leder                         | Carl G. Liander 1889, bearb.                                                   | Finsk övers. Martti Ruuth 1903                               |                                                        | Carl G. Liander 1889                                                |
| 716                                    | Oi Jeesus, lähde autuuden O Jesus, du min salighet                    | Elias Lönnrot 1864, bearb.                                                     | Alfons Takolander 1928, bearb.                               |                                                        | Fr. medeltiden Kangasala 1624                                       |
| Jungfru Marias bebådelsedag            |                                                                       |                                                                                |                                                              |                                                        |                                                                     |
| 717                                    | Maria, Herran äiti Maria, Herrens moder                               | Anna-Maija Raittila 1976                                                       |                                                              | Ole Torvalds 1976, 1985                                | Tysk folkmelodi fr. 1500- talet. Se även 187                        |
| Mikaelidagen                           |                                                                       |                                                                                |                                                              |                                                        |                                                                     |
| 718                                    | Sinua enkeleistä nyt kiitän Med tacksamhet jag prisar                 | Philipp Melanchton 1543, Gottfried W. Sacer 1665                               | Finsk övers. Lauri Pohjanpää 1923, bearb.                    | Jesper Swedberg 1694, bearb.                           | Finsk koralvariant/ Kuortane                                        |
| Alla helgons dag, De hädangågnas minne |                                                                       |                                                                                |                                                              |                                                        |                                                                     |
| 719                                    | Oi Jeesus, kiitos nimellesi sun För alla helgon, som i kamp för tron  | William W. How 1864                                                            | Finsk övers. Lauri Pohjanpää 1923                            | Nathan Söderblom 1911, bearb.                          | Leevi Madetoja 1925                                                 |
| 720                                    | Rauhan saivat pyhät Herran Helgonen har funnit friden                 | Lauri Kalliala 1931                                                            |                                                              | Ole Torvalds 1979, bearb                               | Finsk folkmelodivariant/ Savolax/ Armas Maasalo 1942                |
| Dagens och årets tider                 |                                                                       |                                                                                |                                                              |                                                        |                                                                     |
| Morgon                                 |                                                                       |                                                                                |                                                              |                                                        |                                                                     |
| 721                                    | Oi Jeesus, lohdutukseni O du min tröst och salighet                   | Isak Ervast (?) 1732, bearb.                                                   |                                                              | Alfons Takolander 1928, bearb.                         | Armas Maasalo 1912                                                  |
| 722                                    | Joka aamu on armo uus Herrens nåd är var morgon ny                    | Lina Sandell 1865                                                              | Finsk övers. 1880-talet, bearb.                              |                                                        | Oscar Ahnfelt 1874                                                  |
| Kväll                                  |                                                                       |                                                                                |                                                              |                                                        |                                                                     |
| 723                                    | Tule kanssani, Herra Jeesus Kom du med mig, min Herre Jesus           | Hilja Haahti 1899                                                              |                                                              | Ole Torvalds 1982, bearb.                              | Armas Maasalo 1913                                                  |
| 724                                    | Nyt melu tyyntyy Nu sjunker bullret                                   | Lars Thunberg 1973 1-2. vers, Anna-Maija Raittila 1979 3. vers                 | Finsk övers. T. Ilmari Haapalainen, Anna-Maija Raittila 1976 | Ulla-Britt Gustafsson-Pensar 1982 3. vers              | T. lmari Haapalainen 1976                                           |
| Årstiderna                             |                                                                       |                                                                                |                                                              |                                                        |                                                                     |
| 725                                    | On kaunis synnyinmaamme Vårt land i ljuvlig fägring                   | Väinö Havas, tryckt 1944, Niilo Rauhala 1979                                   |                                                              | Tarja Alatalo 1990                                     | Toivo Kuula 1918                                                    |
| Att leva av tro                        |                                                                       |                                                                                |                                                              |                                                        |                                                                     |
| Kallelse                               |                                                                       |                                                                                |                                                              |                                                        |                                                                     |
| 726                                    | Oi etkö, ihminen, muistakaan O mänska, har du väl rätt betänkt        | Zacharias Topelius 1869                                                        | Finsk övers. Lauri Pohjanpää 1923, bearb                     |                                                        | Tysk 1741/ Erik A. Hagfors 1887                                     |
| Bättring omvändelse                    |                                                                       |                                                                                |                                                              |                                                        |                                                                     |
| 728                                    | Sun sanas, Herra, kutsuu Ditt ord, o Herre, kallar oss                | Wilhelmi Malmivaara 1888, bearb.                                               |                                                              | Joel Rundt 1942, bearb.                                | Finsk koralvariant/ Österbotten                                     |
| Förtröstan trygghet                    |                                                                       |                                                                                |                                                              |                                                        |                                                                     |
| 729                                    | Jeesus armon soi Jesus, korsets man                                   | Johann A. G. Hymander efter A. Achrenius (1769) 1881, bearb.                   |                                                              | Sigurd Norrgård 1982                                   | Finsk koralvariant/Raumo                                            |
| 730                                    | Ei mikään niin voi virvoittaa Den enda glädje som jag vet             | Lars T. Nyberg 1745                                                            | Finsk övers. Elis Lagus 1790, bearb.                         |                                                        | Bartolomäus Gesius 1603                                             |
| 731                                    | Kirkasta, oi Kristus, meille Kristus, uppenbara förs oss              | Gustav Skinnari 1893, Väinö Havas 1938                                         |                                                              | Ole Torvalds 1979                                      | Heikki W. Pöyhtäri 19389 (a-melodi), Frans P. Krank 1889 (b-melodi) |
| 732                                    | Herra Jeesus kun täällä vain Om blott Jesus, vår Herre                | Finsk 1790 bearb.                                                              |                                                              | Max v. Bonsdorff 1942, bearb.                          | Finsk koralvariant/ Lappo                                           |
| 733                                    | Sinuhun turvaan, Jumala Min Gud, på dig förtröstar jag                | Haquin Spegel 1688/bearb.                                                      |                                                              | Finsk övers. i 1701 års psalmbok, bearb                | Finsk koralvariant/Norra Savolax                                    |
| Glädje- tacksamhet                     |                                                                       |                                                                                |                                                              |                                                        |                                                                     |
| 734                                    | Niin ihanaa on ylistää Att prisa dig är underbart                     | Mikael Nyberg 1892                                                             | Finsk övers. Hilja Haahti 1900                               | Ole Jakobson 1983 efter Hilja Haahti 1900              | Finsk koralvariant/ Raumo                                           |
| Efterföljd- helgelse                   |                                                                       |                                                                                |                                                              |                                                        |                                                                     |
| 735                                    | Silmäisi eteen, Jeesus För Jesu milda ögon                            | Lars Stenbäck 1839                                                             |                                                              | Finsk övers. 1881, bearb.                              | Hugo Nyberg 1903                                                    |
| Tillsammans i världen                  |                                                                       |                                                                                |                                                              |                                                        |                                                                     |
| 736                                    | Kirkkaat riemun äänet soivat Fröjdetoner klingar klara                | Niilo Rauhala 1976                                                             |                                                              | Tuija Alatalo 1991                                     | Johann Schop 1642                                                   |
| 737                                    | Kuule, sä taivaan Gud, som är i himlen                                | Jaakko Löytty 1982, bearb.                                                     |                                                              | Per Harling 1996                                       | Enoch Sotonga 1897                                                  |
| 738                                    | Herra, kädelläsi Gud, i dina händer                                   | Anna-Mari Kaskinen 1982, 1984                                                  |                                                              | Per Harling 1998, 2001 (4. vers)                       | Pekka Simojoki 1982                                                 |
| 739                                    | Nyt anna, Herra, tultasi Nu, Herre, ge mig av din eld                 | Jaakko Haavio 1962                                                             |                                                              | Ole Torvalds 1976, 1979, bearb.                        | Finsk koralvariant                                                  |
| 740                                    | Kun askeleeni hidastuu När mina steg blir dröjande                    | Anna-Maija Raittila 1979                                                       |                                                              | Alvar Kurtén 1982, 1985                                | Adam Krieger 1667                                                   |
| 741                                    | Isä, Jumala, nyt katso maamme puoleen Vår Fader och Gud               | Helena Shuuladu 1976                                                           | Aune Hirvonen, Anna-Maija Raittila 1979                      | Ull-Britt Gustafsson-Pensar 1979                       | Philip Ph. Bliss senast 1876                                        |
| 742                                    | Hyvyyden voiman ihmeelliseen suojaan Av goda makter skyddade vi möter | Dietrich Bonhoeffer 1944                                                       | Finsk övers. Anna-Maija Raittila 1980                        | Elly Sigfrids 1985                                     | Erkki Melartin 1923                                                 |
| Barn och familj                        |                                                                       |                                                                                |                                                              |                                                        |                                                                     |
| 743                                    | Ystävä sä lapsien Gud, som haver barnen kär                           | Okänd sv. 1780 1. vers, Siri Jonsson (Dahlquist) 1911 2-5. vers                | Finsk övers. Lauri Pohjanpää 1923, bearb.                    |                                                        | Ivar Widéen 1919                                                    |
| 744                                    | Jumalanvkämmenellä Trygg är varenda fågel                             | Pirkko Halonen 1968 1. vers 1984 2. vers                                       |                                                              | Barbro Näse 1991                                       | Pirkko Halonen 1968                                                 |
| 745                                    | Taivaan Isä suojan antaa Gud, vår Fader är oss nära                   | Anna-Mari Kaskinen 1985                                                        |                                                              | Barbro Näse 1991                                       | Pekka Simojoki 1985                                                 |
| Framtiden och hoppet                   |                                                                       |                                                                                |                                                              |                                                        |                                                                     |
| Pilgrimsvandringen                     |                                                                       |                                                                                |                                                              |                                                        |                                                                     |
| 746                                    | Puhtaana niityn kukka Lik ängens sköna blomma                         | Hallgrimur Pétursson 1671                                                      | Finsk övers. Maj-Lis Holmberg och Niilo Rauhala 1984         | Ulla-Britt Gustafsson-Pensar 1979, 1982                | Finsk koralvariant/ Kuortane                                        |
| 747                                    | Matkamiehen mieli palaa Liksom vandraren i längtan                    | Svensk skillingrtyck 1781                                                      | Finsk. övers. 1786, bearb.                                   | Alfons Takolander 1927 efter finsk text 1786           | Finsk variant/ Raumo                                                |
| Himlen                                 |                                                                       |                                                                                |                                                              |                                                        |                                                                     |
| 748                                    | Tuolla taivaan asunnoissa Högt i himlens ljusa boning                 | Simo Korpela 1893, bearb                                                       |                                                              | Mikael Nyberg 1900, bearb.                             | Leevi Madetoja 1914                                                 |
| 749                                    | Nyt ylös, sieluni Upp, du min själ och sjung                          | Johan Kahl 1745                                                                |                                                              | Mikael Nyberg 1903, 1908 efter finsk text 1790, bearb. | Finsk folkmelodivariant/ Kaland                                     |

### Fotnoter
1. ↑  ”Ruotsin kirkon virsikirja” (på engelska). Worldcat. 10 mars 2003. https://www.worldcat.org/title/ruotsin-kirkon-virsikirja-den-svenska-psalmboken-pa-finska/oclc/424138323&referer=brief_results. Läst 22 oktober 2003.
2. ↑   Den svenska psalmboken på finska. Förslag av Församlingsnämndens arbetsgrupp, utsedd 1993. Motiveringar. Verbum Förlag AB. 2002. sid. 15. ISBN ISBN 91-526-4497-9
3. ↑   (på finska) Ruotsin kirkon virsikirja. Verbum förlag AB. 2003. sid. Titelsida. ISBN 91-526-5510-5
4. ↑   (på finska) Laulakaa ja soittakaa Ruotsin kirkon psalmimusiikkia. Verbum. 2009. ISBN 978-91-526-3199-7

## Jämför med
- Suomen evankelis-luterilaisen kirkon virsikirja
- Svensk psalmbok för den evangelisk-lutherska kyrkan i Finland